# Генерал-капитанство Юкатан
Генерал-капитанство Юкатан (исп. Capitanía General de Yucatán) — административная единица Испанской империи, существовавшая в 1617—1786 годах.
После начала испанской колонизации Америки, с 1565 года полуостров Юкатан управлялся обычным губернатором, подчинённым Аудиенсии Мексики. Однако в конце XVI века, чтобы предотвратить проникновение в Карибский регион других государств, испанские монархи начали создавать в отдельных областях генерал-капитанства. В 1617 году губернатор Юкатана получил титул «генерал-капитан», став более независимым от вице-короля Новой Испании в административных и военных вопросах. В отличие от прочих владений в Новом Свете, на Юкатане не стали вводить коррехидоров. Став генерал-капитанством, Юкатан тем не менее оставался в составе вице-королевства Новая Испания; вице-король мог при необходимости вмешиваться в административные дела, а Аудиенсия в Мехико принимала апелляции по судебным вопросам.
Генерал-капитанство Юкатан располагалось на территории современных мексиканских штатов Кампече, Кинтана-Роо, Табаско, Юкатан, а также (номинально) Белиза и гватемальского департамента Петен.
В 1786 году, в рамках реформ Бурбонов, генерал-капитанство было преобразовано в Интендантство Юкатан, занимавшее ту же самую территорию.